# Альбединская, Александра Сергеевна
Алекса́ндра Серге́евна Альбединская, урождённая княжна Долгорукова (18 ноября 1834 — 30 августа 1913) — фрейлина императрицы Марии Александровны, фаворитка императора Александра II (с начала 1850-х до 1862 года). Статс-дама (1896), кавалерственная дама ордена Святой Екатерины.

## Биография
Родилась в многочисленной семье камергера князя Сергея Алексеевича Долгорукова и Марии Александровны, урождённой графини Апраксиной. Крещена 20 ноября 1834 года в Придворном соборе в Зимнем дворце при восприемстве императрицы Александры Фёдоровны и великого князя Александра Николаевича. Супруги Долгоруковы имели ещё четырёх сыновей (Николай, Александр, Алексей, Дмитрий) и четырёх дочерей (Анна, Маргарита, Варвара, Мария). Сергей Дмитриевич Шереметев отмечал:

В старом Нарышкинском доме на Дворцовой набережной, на углу Мошкова переулка и как бы придавленном дворцом Вел. Кн. Михаила Николаевича, жило целое семейство Долгоруковых. Они переселились когда-то из Москвы, но московского в них ничего не осталось, они отреклись от первопрестольной. В Петербурге они процвели и были «в силе».
По линии отца княжна была потомком члена Верховного тайного совета князя Алексея Григорьевича Долгорукова. Последний сосватал одну из своих дочерей, княжну Екатерину, российскому императору Петру II. Александра Сергеевна приходилась дальней родственницей княжне Екатерине Михайловне Долгоруковой (1847—1922) (была четвероюродной сестрой Михаила Михайловича, отца будущей княгини Юрьевской).

## При дворе
В 1853 году Александра Сергеевна была принята фрейлиной ко двору цесаревны Марии Александровны. Анна Фёдоровна Тютчева писала:

В день моего переезда во дворец цесаревна познакомила меня с княжной Александрой Долгоруковой, которая уже шесть месяцев исполняла при ней обязанности фрейлины. 
Александра Сергеевна получила фрейлинский шифр, чтобы «избавить её от домашнего гнета». О ситуации в семье Долгоруких известно с слов Анны Тютчевой, которая в первое время была довольно дружна с Александрой, но потом «инстинктивно почувствовала во всем её существе какую-то замкнутость, заставившую и меня быть сдержанной». Тютчева писала: «Рассказывали, что она всегда была предметом ненависти со стороны своей матери, которая так её била, что развила в ней болезнь, похожую на падучую. Она впадала в состояние столбняка, продолжавшееся иногда целые часы». Долгорукова «была изумительно одарена, совершенно бегло, с редким совершенством говорила на пяти или шести языках, много читала, была очень образованна и умела пользоваться тонкостью своего ума без малейшей тени педантизма или надуманности, жонглируя мыслями и особенно парадоксами с легкой грацией фокусника». Александра не слыла классической красавицей, однако при желании умела нравиться.
Описывая её, Тютчева отмечала: «На первый взгляд эта девушка, высокого роста, худая, развинченная, несколько сутуловатая, с свинцово-бледным лицом, бесцветными и стеклянными глазами, смотревшими из-под тяжелых век, производила впечатление отталкивающего безобразия. Но как только она оживлялась под влиянием разговора, танцев или игры, во всем её существе происходило полнейшее превращение. Гибкий стан выпрямлялся, движения округлялись и приобретали великолепную, чисто кошачью грацию молодого тигра, лицо вспыхивало нежным румянцем, взгляд и улыбка приобретали тысячу нежных чар, лукавых и вкрадчивых. Все её существо проникалось неуловимым и поистине таинственным обаянием, которое подчиняло себе не только мужчин, но и женщин, как ни мало чувствительны они, вообще говоря, к красоте лиц своего пола». Характер Долгоруковой представлялся ей как «один из самых сложных и самых непонятных характеров, какие мне пришлось встретить в течение всей моей жизни».

 Высокомерная, молчаливая и мрачная, пренебрегавшая всеми житейскими отношениями, надменная, капризная и своевольная, она умела там, где хотела нравиться, с неотразимым воодушевлением пускать в ход всю вкрадчивость своей гибкой натуры, всю игру самого тонкого ума, полного колкости и иронии.

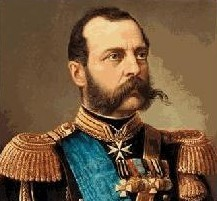
Император Александр II

Вскоре она стала объектом внимания цесаревича Александра Николаевича. Достоверных сведений о романе княжны и будущего императора не имеется. В 1854 году Тютчева писала: «Она не отказывает себе в удовольствии слегка пококетничать с великим князем, и об этом много говорят при дворе. Я думаю, что в этой игре есть много ребячества, а может быть, и желание подразнить и скандализировать лиц, недоброжелательный надзор которых она чувствовала над собой, так как вызывающее отношение к общественному мнению у неё в натуре». В её защиту выступил и граф Шереметев: «Известно её положение при дворе, хотя оно было не совсем таково, каким многие считали. Это — не княгиня Юрьевская, и сравнение невозможно. Умная, вкрадчивая, проницательная и властная, она владела волею и сердцем Самодержца, но не в ущерб приличию и порядочности. Она фрейлина большого двора и из публики нередко составляет обычную партию Государя».
Такового же мнения придерживался и Е. П. Феоктистов, который хорошо знал Долгорукову. По его словам, она «была пуританка в полном смысле слова, женщина чрезвычайно строгая и к другим, и — главное — к самой себе, с каким-то восторженным настроением, способная до крайности увлекаться идеалами, иногда чрезвычайно странными и дикими, но в которые она слепо верила. Александр Николаевич находил в княжне Долгорукой самый искренний отзыв своим задушевным помыслам, и установившаяся между ними связь вовсе не имела того предосудительного характера, какой приписывали ей придворные сплетни». В 1857 году Тютчева замечала, что «Александрина бывает очень часто в свете, она очень хороша и пользуется большим успехом. После графини Морни она теперь в самой большой моде».
Однако при дворе Александрин, носившую прозвище «la grande demoiselle» не любили. Тютчева относила это на счёт характера: «Я никогда не слышала, чтобы она о ком-либо дурно отзывалась, но чёрт от этого ничего не терял: в изумительной степени владела она искусством коварства, и величайшим для неё наслаждением было уязвлять собеседника жалом своих сарказмов, не давая ему возможности защищать себя из страха попасть в смешное положение. Понятно, что её не любили». Другие мемуаристы намекают на непростые отношения в императорской семье. Княгиня Е. А. Черкасская писала в дневнике в 1859 году:

Императрица казалась грустна, что, впрочем приписывается её здоровью. Кн. Долгорукая устраивала картины, в которых участвовала, очень хлопотала. Государь обращал на неё большое внимание, чего она очень искала, вообще заслужила всеобщее порицание, но много способствовала оживлению и веселью.

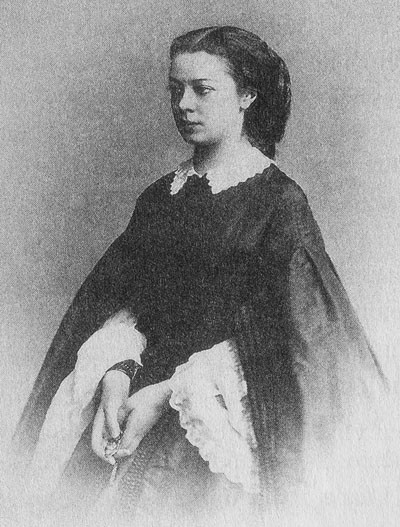
Александра Долгорукова

 В дневнике великого князя Константина Николаевича в 1859 году имеется запись: «30 октября… вечером в Арсенале маленькая французская пьеса „La ligne droite“ (Прямая линия). Играли Фредро, Голицын и несносная Долгорукова». 22 ноября того же года он пишет: «Успели до обеда немного прокатиться. В это время у Орловских ворот встретили Сашу верхом, а вслед за тем Александру Сергеевну Долгорукову, так же верхом, совершенно одну. Заключение из этого нетрудно. Больно».
Согласно дневнику А. В. Маркова-Виноградского, с «прекрасною наружностью княжна Александра Долгорукова соединила в себе ум, имевший знания; благородство, чуждое корыстных поползновений; и душевную доброту. Она жила во Дворце и комнаты её не отличались пышностью. Не видно было драгоценных подарков от её высокого обожателя. Там были только книги, эстампы, статуэтки с надписью: «От друга Вашего Александра». Она не отвлекала императора от государственных дел, и он много работал. Она была слишком горда, чтобы извлекать лично для себя выгоды из любви царя. Но обогатила родителей, выхлопотав у царя дозволения отцу поставлять в армию в Крым консервы сушеной капусты. Эта капуста доставила 600 тысяч барыша и спасла их расстроенное состояние. Она искренно любила царя и пользовалась его любовью весьма долго. Наконец, надо было выдать её замуж, и князь Альбединский стал её мужем.  Она была горда и чуть не изошла слезами, когда выдавали её за князя, заплатив предварительно его долги в 200.000 рублей! Она почти ослепла. Бедная!». В 1862 году её отношения с императором прекратились.

Наконец фаворитка получила «полную отставку» и придворные получили удовольствие посмаковать этот факт, когда развенчанная любовница явилась в дворцовую церковь с распухшими, красными глазами. Во время службы она глотала слёзы, а все, кто за день до этого пресмыкался перед ней, теперь держались поодаль от несчастной.

## Замужество

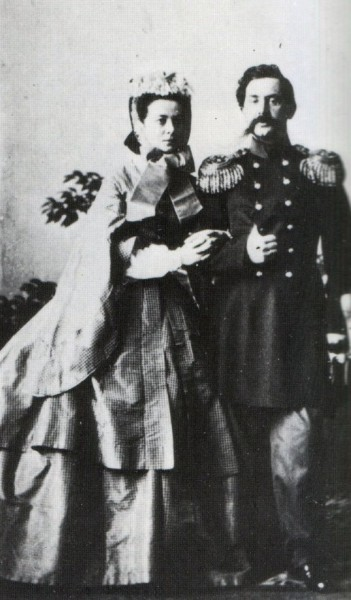
П. П. и А. С. Альбединские

В мае 1862 года поэт Тютчев писал жене: «Сообщу тебе самую захватывающую новость. Александра Долгорукова выходит замуж! Эта вещь положительная, объявленная, официальная! Но свадьба будет только через полгода».
9 (21) ноября 1862 года Долгорукова вышла замуж за красавца генерала Петра Павловича Альбединского (1826—1883), который был старше невесты на восемь лет. Венчание было Петербурге в Придворной церкви Зимнего дворца. Брак был вполне удачным. По словам современника, Альбединский боялся своей жены, «она подавляла его своим нравственным превосходством, твердостью своих хотя зачастую странных, но тем не менее достойных уважения принципов; если бы она хотя на минуту усомнилась в благородстве своего мужа, то не задумалась бы отвернуться от него. Но Петр Павлович устранял всякую возможность подобных сомнений с её стороны. Он играл на ней, как играет Рубинштейн на фортепиано, и достиг того, что казался в её глазах образцом добродетели».
Благодаря браку, Альбединский сделал успешную карьеру. В 1866 году он был назначен прибалтийским генерал-губернатором, а в 1880 году Варшавским генерал-губернатором. В Варшаве мадам Альбединская царствовала как настоящая королева, она сумела понравиться полякам, несмотря на сильное предубеждение, которое они испытывали к русским сановникам. Альбединский скончался в Варшаве в 1883 году в результате неудачной операции камнесечения. После смерти мужа Александра Сергеевна в течение нескольких лет жила в Петербурге и получала пенсию от государства. В мае 1896 года, во время коронации императора Николая II, была пожалована в статс-дамы и награждена орденом Святой Екатерины второй степени. Скончалась 30 августа 1913 года в Каннах. После отпевания 15 апреля 1914 года в посольской церкви Михаила Архангела была похоронена на городском англиканском кладбище Гран-Жас.
В браке имела троих детей, которым, по словам современника, хотела дать «самое образцовое воспитание и немилосердно мудрила над ними». Приглашаемые лучшие учителя не угождали ей; поэтому она вознамерилась быть руководительницею не только детей, но и учителей: «она просыпалась в шесть часов утра и усердно читала педагогические книжки и журналы, старалась изучить каждый из предметов, которые преподавались её дочерям и сыну, и все это для того, чтобы преподавание согласовалось с собственною её системой, трудною для уразумения посторонних лиц»:
- Мария (1863—1928) — фрейлина, вышла замуж за геологa Федора Платоновича Чихачёва (1859 — 6.9.1919, Нижний Новгород), сына П. А. Чихачёва.
- Ольга (1865—1953) — фрейлина, с 1920 года жила в эмиграции в Швеции, умерла в Стокгольме.
- Александр (1868—1959) — коллежский советник, удостоенный придворного звания «в должности церемониймейстера».

## В искусстве
- Ф. И. Тютчев посвятил Долгоруковой четверостишие[12]:

Чудо чистой гармонии, тайна, печаль!

В этом милом созданьи нет жизненной прозы.

И душа погружается в ясную даль,

И рождаются в сердце неясные грезы. (Перевод В. А. Кострова)

- А. С. Долгорукова была прототипом Ирины в романе «Дым» И. С. Тургенева.

Узнавали и в Ирине — главной героине романа — княжну А. С. Долгорукову (в замужестве — Альбединскую) — фаворитку Александра II, «история» которой получила тогда широкую огласку.
Её супруг был одним из двух прототипов генерала Ратмирова (вторым стал А. П. Ахматов)
- И. С. Тургенев в формуляре романа «Отцы и дети» прямо указывал, что она является основой для внешности Анны Сергеевны Одинцовой:

Наружность её вроде Княжны Долгор(укой). Очень стройна — некрасива с первого взгляда, кожа не совсем чиста, нос довольно толстый — но удивительные глаза.
- Кандидат филологических наук и доцент кафедры русской литературы СГУ[14] И. В. Чуприна в своей работе «О реальной основе некоторых произведений И. Н. Крамского и И. С. Тургенева» доказывала, что на картине Крамского «Неизвестная» изображена А. С. Долгорукова[15]